# Galjoen (Hellendoorn)
Het Galjoen is een schommelschip in het Nederlandse attractiepark Avonturenpark Hellendoorn.
De attractie is in 1995 geopend en is gebouwd door Zamperla Rides. Iedereen mag in de attractie, maar als je kleiner bent dan 120 cm moet er een begeleider mee.
Afbeeldingen
 · Lijst van attracties